# (399110) 2014 DF76
(399110) 2014 DF76 es un asteroide perteneciente al cinturón de asteroides, región del sistema solar que se encuentra entre las órbitas de Marte y Júpiter.
Fue descubierto el 23 de marzo de 1996 por el equipo del proyecto Spacewatch desde el observatorio Nacional de Kitt Peak.

## Designación y nombre
Designado provisionalmente como 2014 DF76.

## Características orbitales
2014 DF76 está situado a una distancia media del Sol de 2,733 ua, pudiendo alejarse hasta 3,196 ua y acercarse hasta 2,270 ua. Su excentricidad es 0,170 y la inclinación orbital 12,363 grados. Emplea 1650,34 días en completar una órbita alrededor del Sol.
Los próximos acercamientos a la órbita de Júpiter ocurrirán el 5 de octubre de 2070, el 21 de mayo de 2107 y el 16 de agosto de 2165.

## Características físicas
La magnitud absoluta de 2014 DF76 es 17,18. 